# Zaspy Wielkie
Zaspy Wielkie (deutsch Groß Satspe) ist ein Dorf in der polnischen Woiwodschaft Westpommern. Es liegt im Powiat Białogardzki (Belgard) und gehört zur Gemeinde Tychowo (Groß Tychow).

## Geographische Lage
Zaspy Wielkie liegt an der Ostgrenze des Powiats Białogardzki und ist über die Woiwodschaftsstraße 167 Koszalin (Köslin) – Ogartowo (Jagertow) zu erreichen. Zur Kreisstadt Białogard sind es 15 Kilometer auf einer Nebenstraßenverbindung über Zaspy Małe (Klein Satspe) und Buczek (Butzke). Die nächste Bahnstation war bis 1945 das Dorf Słonino (Schlennin) an der Strecke Białogard – Świelino (Schwellin) der Köslin–Belgarder Bahnen.

## Geschichte

Groß Satspe (Gr. Satspe) südlich der Stadt Köslin und östlich der Stadt Belgard auf einer Landkarte von 1910

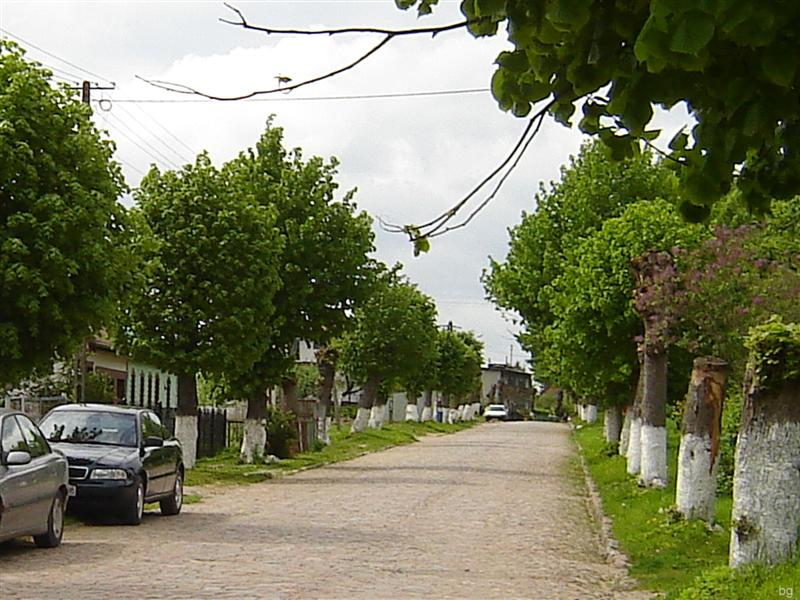
Dorfstraße in Groß Satspe

Jahrhundertelang war das Gut Groß Satspe als altes Lehn im Besitz derer von Münchow. Einer dieser Gutsherren war u. a. Georg Friedrich Wilhelm von Münchow (* 1744), verheiratet mit Charlotte Käbicke. Ihr Sohn Karl Dietrich von Münchow wurde ein bekannter Mathematiker und Astronom, das Gut führte sein Onkel weiter. Um 1880 war Gut Groß Satspe 726 ha groß und gehörte den von Münchow`sche Lehnserben, der Besitz selbst war verpachtet an Herrn Grube. Über die Erben des Emil von Münchow wurde der Besitz neu gegliedert. Otto Kaeding gehörte 1914 das Rittergut Groß Satspe A und Vorwerk Tannenhof mit 491 ha. Gut Groß Satspe B, ohne Matrikeleigenschaft, war in den Besitz des Majors a. D. Alexander von Joeden gekommen, sein Verwalter wurde Oberinspektor W. Mantzel. Alexander von Joeden-Koniecpolski (II.) begann seine Karriere als Leibpage in Hannover bei S. K. J. Prinz Albrecht. Der Familie von Joeden wiederum gehörte mit Grumsdorf schon ein Gut im Kreis. Die zweite Ehefrau des Gutsbesitzers, Margarete, Tochter des Generals Egmont von Versen, veröffentlichte u. a. ein Liederbuch. Alexander von Joeden starb 1937. Kurzzeitig Nachfolger war sein Neffe und Adoptivsohn Wolf von Joeden, der 1941 im Krieg blieb. Um 1939 wurde das Gut größtenteils aufgesiedelt, war kein allgemeines Rittergut mehr und fand im Güter-Adreßbuch der Provinz Pommern 1939 keine Erwähnung mehr. 
Die Landgemeinde Groß Satspe gehörte zum Kreis Fürstenthum und kam bei dessen Aufteilung 1872 zum neugebildeten Kreis Bublitz. Bei der Auflösung des Kreises Bublitz kam Groß Satspe 1932 zum Kreis Belgard. In der Gemeinde bestanden neben Groß Satspe die benannten Wohnplätze Sophienhof und Tannehof.
Im Jahre 1939 lebten in Groß Satspe 305 Einwohner in 74 Haushalten. Der überwiegende Teil der Menschen lebte von der Landwirtschaft, Handel und Handwerk waren nur wenig vorhanden.
Bis 1945 gehörte Groß Satspe zum Amtsbezirk Neu Buckow, zum Standesamtsbezirk Buckow und zum Amtsgerichtsbereich Bublitz. Der Oberlandjäger aus Neu Buckow versah die polizeilichen Aufgaben.
Beim Einmarsch der Truppen der Roten Armee im März 1945 haben in Groß Satspe keine Kämpfe stattgefunden. Das Dorf blieb unzerstört. Nach der Besetzung durch  Sowjettruppen wurde das Dorf zusammen mit der Region nach Kriegsende unter polnische  Verwaltung gestellt. Groß Satspe wurde in  Zaspy Wielkie umbenannt. Die Dorfbewohner, die anfangs versucht hatten zu flüchten, kehrten zurück, wurden jedoch später  von der örtlichen polnischen Verwaltungsbehörde vertrieben.
Heute ist Zaspy Wielkie der Landgemeinde Tychowo zugeordnet.

## Kirche
Groß Satspe gehörte bis 1945 zum Kirchspiel Seeger (heute polnisch: Zegrze Pomorskie) im Kirchenkreis Köslin der Kirchenprovinz Pommern der evangelischen Kirche der Altpreußischen Union. Letzter deutscher Pfarrer vor dem Krieg war Werner Grude. Das Kirchenpatronat für das Dorf Groß Satspe im Kirchspiel Seeger übte zuletzt der Ortsbauernführer Karl-Heinz Kaeding aus.
Heute gehört Zaspy Wielkie zur Parochie Koszalin (Diözese Pommern-Großpolen) der polnischen Evangelisch-Augsburgischen Kirche.